# Pardosa qingzangensis
Pardosa qingzangensis là một loài nhện trong họ Lycosidae.
Loài này thuộc chi Pardosa. Pardosa qingzangensis được Hsen Hsu Hu miêu tả năm 2001.